# 감마 하이드록시뷰티르산
감마 하이드록시뷰티르산(영어: gamma-hydroxybutyric acid) 또는 γ-하이드록시뷰티르산(영어: γ-hydroxybutyric acid, GHB, 4-hydroxybutanoic acid)은 마약류의 일종이며, 일명 물뽕으로 불린다. 자연으로는 중추 신경계, 와인, 작은 감귤류, 쇠고기, 동물 대부분의 체내 등에서 극미량 발견된다. GHB는 무색무취이고 복용하였을 때 환각 상태가 되며, 복용 후 일정 시간이 지나면 소변과 함께 배출되어서 적발하기 어려우므로 미합중국, 뉴질랜드, 유럽 국가 대부분 등 많은 국가에서 이것을 마약으로 지정하였고 대한민국에서도
법률로써 향정신성의약품으로서 지정하였다.
의학상으로 마취제나 불면증, 임상성 우울증, 기면증 등 치료와 경기력 향상에 사용된다. 데이트 강간 약물은 GHB가 마약으로서 악용될 때 지칭된다. 인체 내에서는 GABA의 대사 과정에서 숙신알데히드 환원 효소에 의해 미량 생성되고 케톤체인 베타 하이드록시부탄산과 구조상 연관되어 있다. 체내에 숙신알데히드 탈수소효소가 결핍되거나 기능이 저하되어 있다면 GABA는 중간 물질인 숙신알데히드에서 숙신산으로 산화되지 못하고 GHB가 되는데 이때 혈중 GHB의 농도가 지나치게 증가하게 되어 GHB를 복용했을 때와 똑같은 증상을 보이게 된다.

## 강간
물뽕은 서울 강남 유흥가에서 많이 사용되며, 1병에 10만원 정도의 가격에 거래된다.
2019년 11월, 프랑스 외무부는 한국 관광시 가장 주의할 것이 물뽕이라면서, 술자리에서는 자리를 떠나지 말고 술잔을 지키라고 권고하고 있다. 물뽕은 프랑스 파리에서도 문제가 되고 있으며, 파리에서만 한해 50명에서 100명이 혼수상태에 빠진다.
'물뽕(GHB)' 검출 사례가 없는 이유는 약물 특성상 반감기(마약류 투약 후 혈액 내 마약류 농도가 절반으로 감소하는 데 걸리는 시간)가 짧아 알콜과 혼합시 30분~1시간 30분 내에 몸에서 소변을 통해 완전히 배출되기 때문이다.
술에 타 마시면 10분 이내에 여성이 쓰러지며, 이후 5시간 동안을 기억하지 못한다고 광고된다.
2019년 버닝썬 게이트에서 물뽕이 문제되었다. 승리가 대표로 있었던 클럽 버닝썬에서는 물뽕을 먹인 후 여성이 정신을 잃으면 이때 VIP룸 등으로 해당 여성을 보내 성범죄를 저지른다는 보도가 잇따라 나와 대중들에 충격을 안겼다. 위치에 따라, 혹은 특별한 이벤트가 있는 날에는 VIP 테이블 가격이 700만원을 넘기도 하는데, 클럽 직원이 미녀 손님을 물색해 물뽕을 먹인 후 테이블에 데려다 준다는 것이다. 일반 테이블은 미성년자 출입금지이지만, VIP 손님이라면 미성년자도 클럽 출입이 가능하다.
물뽕을 먹여 섹스를 하면 대한민국 형법상 준강간죄가 되며, 3년 이상 30년 이하의 징역형으로 처벌한다. 버닝썬 사건에서는 물뽕을 먹인 미녀와 섹스를 하면서 휴대폰 동영상을 촬영해 카카오톡 단톡방에서 돌려보았다고 하는데, 보통 강간범은 동영상을 촬영해 그것으로 계속 협박을 해서 애인처럼 자주 섹스를 하며, 이렇게 되면 피해자인 여성은 애인으로 사귄 것이 아니라 준강간 피해를 입었다고 경찰에 고소를 하기가 매우 힘들어진다. 단순히 돌려보기만 한 것이 아니라 다른 친구들도 그 동영상으로 피해 여성에게 접근하면, 여성이 어디에 하소연도 못하고 강제로 상당기간 동안 애인이 될 수 있다. 그러나, 버닝썬 사건에서는 이런 것이 모두 완벽하게 입증되어 기소되지는 않았다. 입증이 매우 곤란한 사건이다. 특히 이후에 여러번 만나면서 친한 말을 주고받은 대화 내용이나 녹음한 것을 가해자가 증거로 제출하면, 준강간죄로 고소한 여성이 오히려 무고죄로 감옥에 갈 수 있다.

## 같이 보기
- GBL
- 숙신알데히드 탈수소효소 결핍증
- 환각제
- 흥분각성제